# Tibor Berczelly
Tibor Berczelly (* 3. Januar 1912 in Budapest, Ungarn; † 15. Oktober 1990 ebenda) war ein ungarischer Säbelfechter und dreifacher Olympiasieger.
Er nahm 1936 mit der ungarischen Säbelmannschaft an den Olympischen Spielen in Berlin teil und gewann dort die Goldmedaille. Dieser Erfolg sollte sich 1948 in London und 1952 bei den Spielen von Helsinki noch zweimal wiederholen. In Helsinki konnte er als Drittplatzierter auch im Einzelwettkampf mit dem Säbel eine Medaille gewinnen. Zudem nahm er auch mit dem Florett am Mannschaftswettbewerb teil und gewann dort eine weitere Bronzemedaille. 
Bei der 1. Fechtweltmeisterschaft 1937 in Paris wurde er mit der ungarischen Mannschaft Weltmeister mit dem Säbel. Im Einzelwettkampf wurde er Zweiter. Bei den Fechtweltmeisterschaften 1954 in Luxemburg gewann er die Bronzemedaille mit dem Säbel. 
Berczelly war Mitglied im ungarischen Sportverein Csepel SC.